# Raúl Torrez
Raúl Torrez (Albuquerque, 24 de julio de 1976)  es un abogado y político estadounidense de Nuevo México. Miembro del Partido Demócrata, Torrez es el Fiscal General de Nuevo México desde 2022.

## Biografía
Hijo de Presiliano Torrez, fiscal federal, y de su esposa, profesora de español en la Escuela Preparatoria Sandia. Se graduó por la Sandia Prep para luego asistir a la Universidad Harvard, donde se graduó cum laude  con una licenciatura en Derecho. Obtuvo una Maestría en Economía Política Internacional por la Escuela de Economía de Londres,  y luego trabajó para la Fundación César Chávez en Los Ángeles antes de asistir a la Facultad de Derecho de Stanford, donde obtuvo su doctorado en Jurisprudencia.

## Trayectoria
Tras graduarse en derecho en 2005, Torrez se convirtió en fiscal adjunto de distrito en el Condado de Valencia, Nuevo México. Al año siguiente, consiguió un trabajo en la oficina del fiscal general de Nuevo México . En 2008, Torrez fue asesor principal de Ben Luján, presidente de la Cámara de Representantes de Nuevo México, y luego sirvió como miembro de la Casa Blanca en la clase de 2009-2010 durante la presidencia de Barack Obama. Regresó a Albuquerque para trabajar en la oficina del fiscal de los Estados Unidos y dirigió un bufete de abogados en solitario.
Torrez ganó la nominación del Partido Demócrata para fiscal de distrito del condado de Bernalillo, Nuevo México, en 2016. Ganó las elecciones generales sin oposición de ningún republicano.

### Fiscal General de Nuevo México
Como el anterior fiscal general, Héctor Balderas, no pudo revalidar su mandato en la elección de 2022 debido a los límites de mandato, Torrez anunció su candidatura para sucederlo en mayo de 2021. Torrez ganó la nominación demócrata, derrotando al auditor estatal de Nuevo México Brian Colón, y se enfrentó al republicano Jeremy Gay. Torrez derrotó a Gay en la elección general. 

## Vida personal
La esposa de Torrez, Nasha, también es abogada y decana de la Universidad de Nuevo México .  Tienen dos hijos.